# تپه قوری
تپه قوری مربوط به هزاره سوم و ۲ قم است و در شهرستان شوشتر، روستای بزازی واقع شده و این اثر در تاریخ ۲۲ آذر ۱۳۵۵ با شمارهٔ ثبت ۱۲۹۷ به‌عنوان یکی از آثار ملی ایران به ثبت رسیده است.